# Prudence Halliwell
Prudence "Prue" Halliwell er en person i den amerikanske tv-serie Heksene fra Warren Manor (Charmed), produceret af The WB Television Network (The WB).
Skuespillerinden Shannen Doherty spillede Prue de tre første sæsoner.
Prue Halliwell blev født den 28. oktober 1970 af heksen Patricia Halliwell og hendes Far er Victor Bennett. Hun var deres førstefødte barn. Prue blev født med telekinesiske evner, som betyder at hun kan flytte ting med sine tanker lige som sin bedstemor.
De 24. marts 1975 da Prue var cirka 5 år fik hun besøg af sit fremtidige selv , det var også den dag hendes mor havde indgået en pagt med troldmanden Nicholas. Efter Phoebe blev født den 2. november 1975 var deres bedstemor nødt til at binde søstrenes kræfter (de ville miste deres kræfter men stadig have muligheden for at få dem tilbage) så Nicholas ikke skulle dræbe dem eller stjæle deres kræfter.
Men Prue kunne desværre intet huske efter det fordi hendes bedstemor brugte glemselstøv på hende og hendes søstre. I High School var Prue en af de populære hun var på A-Listen. Hun var også Cheerleader og hun var elevråds formand. Og senere blev hun rebelsk.
Da hun og Piper startede i Universitetet flyttede de ind i en lejelighed i North Beach. Prue læste Historie og var en seriøs elev, men hun var alligevel populær i Universitetet, hun datede anføreren af fodboldsholdet, (som senere næsten bliver til en dæmon). Pigerne boede i lejligheden i North beach indtil år 1997 da deres bedstemor Penny blev syg, blev de nødt til at flytte hjem til deres bedstemor og deres søster Phoebe.
Senere blev Prue forlovet med sin chef Roger og spurgte Piper om hun ville være hendes brudepige.
Roger blev ved med at lægge an på Phoebe hemmeligt, og påstod at det var Phoebe der lagde an på ham. Derfor slog Prue op med ham. Omkring denne tid tog Penny et billede af dem foran huset, og hun lavede en trylledrik der kunne ødelægge søstrenes kræfter helt. Men hun nåede ikke at bruge den fordi hun faldt ned af trapperne og døde.

## Dødstæller
| Episode | Episode Navn                    | Hvordan & Hvorfor                                    | Genoplivelse                                                   |
| ------- | ------------------------------- | ---------------------------------------------------- | -------------------------------------------------------------- |
| 1x20    | "The Power of Two"              | Hun dræber sig selv så hun kan udslette et spøgelse. | Andy genopliver hende ved at lave mund-til-mund metoden.       |
| 2x22    | "Be Careful What You Witch For" | Hun bliver dræbt af Drage Dæmonen.                   | Phoebe ønsker at hun bliver genoplivet og en ånd opfylder det. |
| 3x22    | "All Hell Breaks Loose"         | Dræbt af Dæmonen Shax.                               | Hun kunne ikke blive genoplivet og hun døde for altid.         |